# MANA09
MANA09（マナ・09）は、三村建治率いるマナが1973年の富士グランチャンピオンレース（GC）に挑戦するために開発・製造した二座席レーシングカーである。

## 開発の経緯
1971年から開催された富士グランチャンピオンレース（GC）は、排気量無制限の二座席レーシングカーをベースに開催されていたが、1973年からエンジン規定が改正され2000ccエンジン搭載の二座席レーシングカーがメインのレースになった。
この内容変更に伴い、国内のレーシングカーコンストラクタは、自らが設計製作したオリジナルマシンでのGC参戦を企画するようになった。
当時のオートスポーツ誌は、この国内のコンストラクタの動きを都度紙面に登場させ、国産マシンへの興味を持たせるようにした。
三村建治は、1972年の日本GP用に作成したF2マシンのMANA08をベースとした富士スピードウェイ(FISCO)に特化した二座席レーシングカーを設計した。
当時のFISCOは、右回の全長6㎞で約1.7㎞のストレートとそれに続く30度バンクという世界屈指の高速サーキットであった。そこに特化したマシンとして、ストレートの最高速度の伸びを確保するために低ドラッグボディカウルと30度バンク対応としてフロントサスペンションに可変バネレート対応のサスペンションを採用した。

## マシンの概要

### カウル
FISCOの長いストレートで速度を向上させるために前面投影面積を減少させた、細長いウエッジシェイプのボディを採用。
空気抵抗を減少させることに留意して、全幅を狭め、なるたけボディ表面の凹凸を極力押さえるようにした。

#### フロントカウル
フロントカウルの基本デザインは、ノーズ先端を薄くして後端部（ドライバ着席部のドライバの肩の位置）を最大高さとするウエッジシェイプをベースとしている。
ウエッジシェイプのデザインでは、フロントタイヤホイールの収納部をそのままウエッジシェイプの中に収納すると、フロントオーバーハングが長くなる。そこで　左右両側のタイヤフェンダーセクションと中間部の3セクションに分割し、中間部をノーズ先端部から続くウエッジシェイプとして、ダウンフォースを稼ぎボディを抑えるようにしている。
ウエッジシェイプが終了した部分から後方は、そのウエッジシェイプ後端の高さで平面がボディエンドまで続く。また左右両側のフロントのタイヤフェンダーセクションは、ノーズ先端部のウエッジシェイプ部は共用するが、ある地点でそのウエッジ形状から垂直面に近い面で立ち上げ、フロントタイヤホイール部分を収納する空間を確保し　天面をフラットにしてそのままリアカウルに続けている。いわばノーズ先端にボディ幅いっぱいにわたるウエッジ上のリップスポイラを通した形になっている。この形状は、のちに三村が設計したマキF1（マキ・F101）の発表時のスポーツカーノーズを採用したフロントカウルと同じ形状をしている。
タイヤホイールセクションの左右側面のオープニング部分は、後部を大きくして、タイヤが巻き込んだ空気とフロントブレーキの冷却エアを抜く形をとった。
中間部セクションは、ノーズセクションの先端部には、フロントブレーキ冷却用の冷却空気取り入れ口が設置されているが、この取入れ口は、3本のルーバで設計者の三村健治の”三”を意識した形になっているといわれている。運転席と助手席各々に独立したキャノピー状のウインドデフレクタが設置され、空気抵抗削減に力を注いでいる。

#### センターカウル
センターカウルは、左右のドア部分とラジエタインテークを兼ねたサイドポンツーンから構成される。サイドポンツーンには、ラジエタ冷却用空気をボディ側面から取入れるために、左右両側ともNACAインテークが設置されている。ドア部分には、ガソリン給油用のキャップが設置されている。
しかしながら　このNACAインテークは、ダクト部掘り込みが浅くかつラジエタ開口部が狭かったのでオーバーヒートの原因となった。後にアルミ製のダクトをラジエタ開口部に設置して、側面を流れる空気をラジエタ部に導入する改造（導風板の追加）を行ったが、それでもオーバーヒートの兆候は改善されなかった。

#### リアカウル
運転席側の後方には、運転手のヘルメット後部にヘッドレストを兼ねたヘルメットカバーが幅方向を絞り込まれてリアカウルエンドまで伸びている。このカバーの右側面には、エンジンのインダクションボックスが設置されている。
助手席側には、ヘルメットカバー等の空力改善デバイスはなく、ロールケージが剥き出して設置されている。
後輪のホイールオープニングは、空気の巻き込みを防止するためリアタイヤの上半分以上が覆われている。グループ7規定に対応して、リアタイヤ後半は、フェンダが開放されている。しかしながら　オーバーヒート対策でこの側面のホイールカバーは、撤去され、ホイールオープニングが大きく設置され,ラジエターを通過した空気がスムースに抜けるようにした。
リアウイングは、ローラ・T290と同じようにリアカウルの後部にリアのフラット面とほぼ同一面に設置されている。　

### シャーシ
前半部は、ツインチューブのアルミモノコック/後半部は鋼管スペースフレームを採用。
これは、前年度に三村が作成したF2マシンのMANA08と同じ構成である。
モノコックは、前端にモノポストレーシングカーと大差ないフットボックスを設置し、その後ろに2座席収納可能なスペースを設置してリアブルクヘッドを広くした台形型のバスタブモノコックを採用した。運転者のシートは、進行方向に対して斜めに置かれた。（マシンの中心に向かう方向へ配置されている）
燃料タンクは、シート背面に置かれ、タンク内の残留燃料変動による重心位置変動を抑えるようにしている。
ツインチューブモノコックは、ツインチューブの高さをMANA08と同じ400mmとして剛性確保を図ったが、ツインチューブ部の幅が狭く、実際は狙った剛性確保ができなかった。（当時のマシンは、サイドチュ－ブの高さを約300mmとして幅を稼ぐ設計をしているが多かった）　

### サスペンション
フロント：上下アームともAアームによるダブルウイッシュボーン
リア：ロアはパラレルリンク、トップはシングルでラジアスロッドを持つマルチリンク
フロントに、可変バネレートのリンク機構を付与し、富士の30度バンクにおける高圧縮応力に対応することを意図した。この機構は、上部の固定端を可変機構として、上側固定端をアッパーAアームのピックアップと同軸に設置されたカンチレバーにスプリングダンパーユニットの上部の固定端を設け、一種のフローティングマウントとなる複雑な機構を採用した。このカンチレバーは、アッパーアーム先端から伸びる2本のロッドでコントロールされ、バンクでのロール時に圧縮力が作用するとスプリングダンパーユニットの上部を押し込み実質的なバネ定数を上げ、通常のコーナでは、ロールしてもスプリングダンパーユニットを圧縮しない動作を目指していた。しかしながら、実際のレースでは、この機構はうまく作動せずに、シーズン途上で通常のアウトボード方式に変更になった。
なお　ブレーキに関しては、4輪ベンチレーティッドディスクブレーキを前輪は、アウトボード/後輪はインボードに配置した。
前輪に関しては、サスペンションが設計の意図通り作用したら、ブレーキをアウトボードからインボードへ変更しようとしていたが、前輪サスペンションが設計意図通り作用しなかったので、インボード化は取り止めになった。

### ミッション
ヒューランドの5速のFT200を採用。
REとの組み合わせは、MANA09が初めてとなった。
REの出力軸は、エンジンの中心に配置され、通常のレシプロエンジンより高い位置にある。さらにウエットサンプであったので、ドライサンプのレシプロより出力軸の位置が大幅に高くなった。その対応のため　トランスミッションは、通常とは逆向き（天地逆さ）に搭載したが、これだけでは出力軸高さが吸収できずに、ミッション全体の高さを上げた。そのためミッションからサスペンションへ向かうドライブシャフトには、大きな下反角がつき、タイヤ駆動力の低下を引き起こした。また　リアサスペンションのシャーシ側の取付部の位置も高くなり、設計時の想定したサスペンションジオメトリが描けなくなった。
　

### エンジン
GCのエンジン規定は、レシプロエンジンのDOHCは2000㏄以下/SOHCは2500cc以下、REはレシプロ換算で2500㏄以下（レシプロ換算係数は、2）であった。
MANA09においては、当初2000ccの排気量を持つ、BDAや三菱R39Bの直列4気筒エンジンの搭載を考えていたが、1972年晩秋のマナの工場火災時に借用していた三菱R39Bを焼失してしまった。そのため急遽マツダ・12A型エンジン（片山マツダチューン）のペリフェラリポート（ペリポート）のRE搭載に変更した。
REは、量産ツーリングカー（TS）のサバンナ・RX-3に搭載を前提としたエンジンで1973年からTS規定の特別認可でペリポートの使用が認められた。
ペリポートは、マツダからスポーツキットとして市販され、マツダスポーツコーナーの片山マツダが組立供給した。TS規定のエンジンであるので、二座席レーシングカーの鋼管スペースフレームへの搭載に関しては、スポーツキットでは全然配慮されておらず、スペースフレームへの搭載配慮は、各スポーツコーナー及びコンストラクタでの担当事項になった。REのペリポートのチューニングに関しては、なかなか安定した出力を発揮することができず、片山マツダも7月以降になってようやく安定させることができた。
エンジンとしては、ウエットサンプで元来出力軸の位置が通常のレシプロエンジンよりも高いのが更に高くなり、トランスミッションの配置に制約が多くなった。（REがドライサンプになったのは、1977年の13Bのスポーツキットから。ただしドライサンプになっても出力軸中心位置は、レシプロより高く、トランスミッションの天地逆さ取付は、必要で、サスペンションへのドライブシャフトに付けた下反角が不要になった。
REは、各ハウジングをボルトで結合しているので、エンジンにレシプロエンジンのように鋼管スペースフレームの荷重を分担させることができなく、RE搭載車の常として後部の鋼管スペースフレームの剛性低下に悩まされた。三村自身　REの構造及び寸法等に熟知していなくて、通常のレシプロエンジンの代わりとして採用したので、充分な配慮がなされずに、それが結局マシンの熟成の足を引っ張った。

## レースへの参戦
1973年のFISCOでのレース（GCと耐久レース）にRE搭載で参戦したが、マシンとエンジンの不調により好成績を収めることができなかった。
マシンは、書類上では合計3台全てRE搭載で作成された形になっているが、実質的には2台しかレースに出走していない。
3台中の2台は、マナの直轄チーム（リーバイスレーシングチーム）で残り1台はプライベートチームに販売された。

### 参戦体制
マナは、ワークス・チームとしてリーバイス・レーシングチーム（リーバイスRT）として2台富士GCに参戦した。マシン名を当時のリーバイス・ジーンズの主力製品に合わせて、インディゴブルーのボディに黄色のステッチをあしらい、ゼッケン52に「リーバイス502・スペシャル」として片山義美、ゼッケン85に「リーバイス805・スペシャル」として従野孝司に夫々片山マツダチューンのマツダ・12Aを搭載した。
一方プライベートは、杉山博が沼津マリーナのサポートを受けて「沼津マリーナスペシャル」という名称で、白のボディカラーで静岡マツダチューンのマツダ12Aで参戦した。
GCの途中で片山と従野は、リーバイスRTから離脱したので、そのあとを追って杉山がリーバイスRTに加入してレースに参戦した。

## レースでの参戦成績

### シェイクダウンテスト
1973年2月のシェイクダウンテストには、従野用の1台を準備するのがようやくであった。シェイクダウンテストでは、オーバーヒートが発生して、リアカウルを外しての走行を余儀なくされた。シェイクダウンテスト終了後、早速課題になったオーバーヒート対策としてのラジエタインレット部の拡大とリアタイヤのホイールカバー削除が実施されたが、1台分しかできずにGC第1戦には、1台しか参戦できなかった。

### 富士300キロスピードレース
GC第1戦（3/17）
エントリは、リーバイスRTの片山/従野の2台体制であったが、マシンの製造・改造遅れのため、従野の1台のみ参加した。プライベートの杉山用のマシンは、製作が遅れて第1戦には、参戦できなかった。
従野は、公式練習中にトラブルが多発しクラッシュして大破した。また予選が大雪に見舞られる不運も重なりノータイムで、レース・デビューは見送らざるを得なかった。

### レース・ド・ニッポン
6時間（4/7）
マナ・09が初めて参戦したレース。プライベートの杉山が、浅田卓秀と組んで参戦。レースは予選がなかったが、決勝はドライブシャフトのトラブルにて41周でリタイヤした。

### 富士グラン300キロレース
GC第2戦（6/2）
2ヒート制レースで開催された。
2ヒート制レースでは、ヒート1とヒート2の2レースを行い、各レース順位に対してポイントが付与され、このポイントの合計点にて最終結果が決定された。
リーバイスRTは、片山/従野の2台体制で参戦したが、練習中に従野がエンジンを壊したことで、片山は従野にマシンを譲った。予選は、2回あったので片山/従野とも其々のマシンのカウルのゼッケンのみ変更して出走したが、片山は決勝には参戦しなかった
プライベートの杉山も、マシンを用意してようやくGCにエントリした。
予選は、3人とも下位に沈み、決勝に出場した従野/杉山ともマシントラブルでリタイヤを喫し、決勝の2ヒートともにポイント取得がならず、レース公式結果ではリタイヤになっている。
- 予選
  - PP　黒沢元治（マーチ・735/BMW・M12/6）1:44.25
  - 従野  1:54.16（20位）
  - 片山  1:54.32（22位）
  - 杉山  1:54.33（21位）
- 決勝
  - ヒート1：従野5周リタイヤ、片山・杉山出走せず
  - ヒート2：従野3周リタイヤ、杉山2周リタイヤ　片山出走せず
  - 総合結果：従野/杉山ともリタイヤ、　片山出走せず

### 富士1000㎞
（7/28）
プライベートの杉山が、浅田 卓秀と組んで参戦。予選は晴れていたが、決勝は雨天となり、二座席レーシングカーにとっては、厳しいレースとなった。（優勝は、RクラスのセリカLBターボ）
- 予選: PP  高原/浅岡　（ローラ・T280/DFV）1:46.31
  - 1:52.62 でＲクラスの6位
- 決勝：6周でリタイヤ

### 富士インター200マイルレース
GC第3戦（9/2）
このレースも、前戦に引き続き2ヒート制レースで開催された。
第2戦と同じくリーバイスRTは、片山/従野の2台体制で参戦したが、レースの開幕直前に片山がニッセイト・レーシングに移籍した。
ニッセイト・レーシングは、日産の北野元と契約していたが、日産は自社の契約ドライバに対して“GC参戦は2戦まで”という制約を課していた。このため　GC第4戦以降ニッセイト・レーシングはエースドライバー不在となるので片山に目をつけ、第4戦以降の主戦ドライバーとして確保することにした。ニッセイト・レーシングは、北野/杉山でエントリして、レース直前で片山と杉山がマシン交換して、GC第3戦に参加した。片山はニッセイト・レーシングのスペアマシンである、シェブロン・B21/FVCでの参戦となったが、今までのMANA09とは、予選タイム／決勝結果も異なる好成績を収めた。
一方　杉山は、自身の所有するMANA09をリーバイスRTに持ち込む形での参戦になった。相変わらずの予選タイムで下位に沈み決勝結果も下位であった。
マシンとしては、エンジンのマウントに悩み、ゴムブッシュを使用したが、好結果にはいたらなかった。
- 予選
  - PP　黒沢元治　（マーチ・735/BMW）1:45.78
  - 片山　1:48.02　（シェブロン・B21/FVC）7位
  - 従野　1:52.22　22位
  - 杉山　1:50.39　19位

- 本選
  - ヒート1：片山　9位　従野　リタイヤ　杉山　20位
  - ヒート2：片山　リタイヤ　従野　リタイヤ　杉山　18位
  - 総合：片山　14位　従野　リタイヤ　杉山　22位

### 富士マスターズ250キロレース
GC第4戦（10/9）
従野がマナ・09からシェブロン・B23に乗り換える。従って　リーバイスRTは、杉山の1名での参戦となった。決勝では、杉山はタイヤ脱落でリタイヤした。
- 予選
  - PP　黒沢元治　（マーチ・735/BMW）1:43.97
  - 従野　（シェブロン・B23）1:50.09/23位
  - 杉山　1:55.37/30位
- 決勝
  - 従野　8周リタイヤ（シェブロン・B23）　
  - 杉山　12周リタイヤ

### 富士ビクトリー200キロレース
GC第5戦（11/23）
リーバイスRTは、杉山/釜塚の2名での参戦となった。同じマツダ・12Aを搭載する寺田陽次郎のシグマ・GC73が予選で1：50を切るタイムをたたき出したが、MANA09は相変わらず1：50が切れずにいた。
決勝は、釜塚はスタート前にエンジンがかからず出走を断念した。杉山は、大クラッシュによる火災事故が発生したが、マナ・09はトップから3周遅れで初めてGC決勝での完走をはたす。
- 予選
  - PP　黒沢元治　（マーチ735・BMW）1:42.81
  - 寺田陽次郎　（シグマGC73・12A）　1:44.83/7位　
  - 杉山　1:52.40 /25位
  - 釜塚　1:59.22/29位
- 決勝
  - 杉山　8位
  - 釜塚　スタートできず